# 姚明

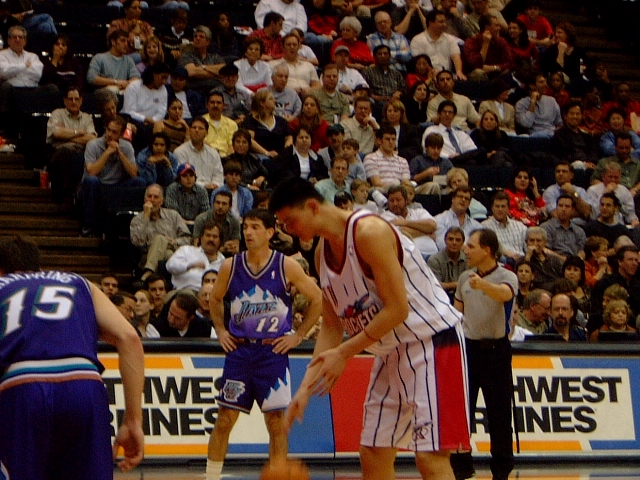
罚球时的姚明，他的身后是犹他爵士队球星约翰·斯托克顿

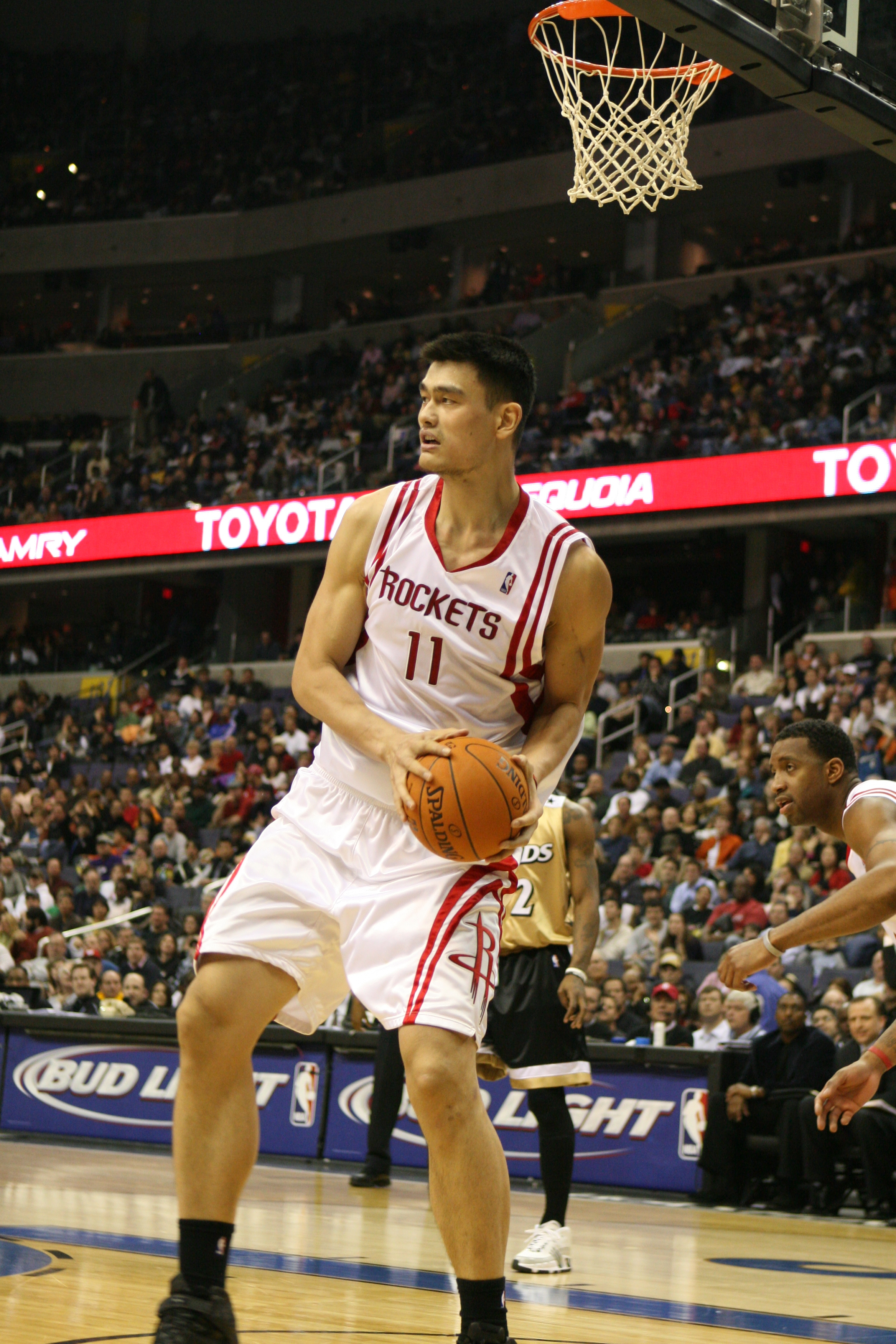
2006年

姚明（1980年9月12日—），中国籃球運動員，生于上海市徐汇区，祖籍江蘇吳江，曾為中國國家籃球隊隊員，亦曾效力于中国篮球职业联赛（CBA）上海大鯊魚籃球俱樂部和美國國家籃球協會（NBA）侯斯頓火箭，外號「小巨人」「移動長城」（The Walking Great Wall）。退役後一度出任中國籃球協會主席。
1998年4月，姚明入选王非执教的国家队，开始了職業篮球生涯。並在中國籃球協會（CBA）的上海大鯊魚效力了五年。2001夺得CBA常规赛最有價值球員及联赛最有价值球员，2002年獲得了CBA總冠軍，但该年MVP由刘玉栋获得。分别三次当选CBA篮板王以及CBA盖帽王，二次当选CBA扣篮王。
姚明是中国最具影响力的人物之一，同时也是世界最知名的华人运动员之一。2009年，姚明收购上海男篮，成为上海大鲨鱼篮球俱乐部老板。2011年7月20日，姚明正式宣佈退役。2016年11月22日，姚明出任CBA聯盟副董事长。2017年2月，姚明當選為中國籃球協會主席。2016年4月4日，姚明與前NBA球星沙奎爾·奧尼爾和艾倫·艾弗森一同入選奈史密斯籃球名人紀念堂，他也是首位入選也是迄今为止唯一入选名人堂的亚洲球員。2024年10月31日，姚明辞去中国篮球协会主席。

## 青年时代及CBA生涯
1980年9月12日傍晚，姚明生於上海徐匯區上海市第六人民医院，他是家中的獨子，父亲姚志源身高6英尺10英寸（2.08米），母亲方凤娣身高6英尺2英寸（1.88米）。两人之前都是職业篮球运动员。姚明出生时重11磅（5.0千克），身高大约是中国新生儿平均身高的两倍。姚明10岁时，他的身高已达5英尺5英寸（1.65米）。当时，一位给姚明做了身体检查的体育医生曾预言，姚明将来会长到7英尺3英寸（2.20米）。姚明9岁在上海高安路第一小学就读时开始打篮球，后进入少年体校。
姚明13岁时首次登场，当时他效力于中国篮球联赛（CBA）中的上海大鲨鱼少年队。姚明为了入选球队，每天训练10小时。在少年队打了4年球后，17岁的姚明进入了大鲨鱼队，并在新秀赛季中平均每场得到10分和8个籃板球。然而，在接下来的一个赛季中姚明因为职业生涯的第二次脚伤不得不告别下面的比赛。当时他自称弹跳力仅为3至6英寸（10至15cm）。姚明在CBA的1999-2001两个赛季中，大鲨鱼队都闯入了CBA的决赛，但在这两场比赛中，大鲨鱼都输给了八一火箭队。在接下来的2001-2002赛季中，王治郅离开八一火箭队并成为第一位挑戰NBA的中國球員，这使得大鲨鱼队终于摘取了2001-2002赛季CBA的总冠军。在上海队的最后一个季后赛中，姚明平均每场获得38.9分和20.2个篮板，同时，他的远距离射篮的命中率为76.7%，并在决赛的关键一战中创下了21投21中的记录。
姚明在1997-98賽季平均每場獲10分和9個籃板球，但是由於傷病錯過了下個賽季的大部分比賽。在1999-2000賽季中，康復歸隊的他每場得分21分，搶14個籃板球，及5次助攻。2000-01賽季是他CBA生涯最輝煌的時期，20歲的姚明憑藉每場得分27分和19個籃板被評為常规赛最有價值球員（MVP）及联赛最有价值球员。

### CBA生涯數據
| 年份     | 球队       | 场次 | 篮板 | 助攻 | 命中率 | 罚球命中率 | 得分 |
| -------- | ---------- | ---- | ---- | ---- | ------ | ---------- | ---- |
| 1997–98  | 上海大鲨鱼 | 21   | 8.3  | 1.3  | 61.5   | 48.5       | 10.0 |
| 1998–99  | 上海大鲨鱼 | 12   | 12.9 | 1.7  | 58.5   | 69.9       | 20.9 |
| 1999–00  | 上海大鲨鱼 | 33   | 14.5 | 1.7  | 58.5   | 68.3       | 21.2 |
| 2000–01  | 上海大鲨鱼 | 22   | 19.4 | 2.2  | 67.9   | 79.9       | 27.1 |
| 2001–02  | 上海大鲨鱼 | 24   | 19.0 | 1.9  | 72.1   | 75.9       | 32.4 |
| 职业生涯 |            | 122  | 15.4 | 1.8  | 65.1   | 72.3       | 23.4 |

## NBA职业生涯

### 参加NBA选秀
1999年，上海大鲨鱼队副总经理李耀明催促姚明参加1999年NBA選秀。李耀明还促成姚明与美国常青体育公司（Evergreen Sports Inc.）签署合约，由该公司作姚明的代理机构。该合约规定常青公司将获得姚明收入的三分之一，但后来该合同被确定无效。
当姚明决定参加2002年NBA选秀时，一个集合经纪人和智囊团的顾问团队开始成形，后来人们称之为“姚之队”。这个团队包括姚明的代理人章明基（英文名：Erik Zhang），NBA经纪人比尔·达菲（Bill Duffy），中方经纪人陆浩，芝加哥大学经济学教授约翰·赫伊津哈（John Huizinga），以及BDA体育管理的市场副总裁比尔·桑德斯（Bill Sanders）。人们普遍预测姚明将在选秀中拔得头筹。然而有些球队担心姚明能否进入NBA，因为当时CBA是否允许姚明在美国打球尚不确定。
姚明在2002年的NBA新秀選拔賽被休斯敦火箭隊以第一順位選中。火箭隊的明星中鋒阿基姆·奧拉朱旺在一年前剛剛離隊，他們相信姚明可以填補這個空白。由于王治郅与国家队出赛产生误会并导致其被开除出国家队，CBA合约规定姚明必须回国代表国家队出赛。他们同时表示，除非休斯敦火箭队愿意在第一轮选秀中选择姚明，否则他们将不允许他到美国打球。在“姚之队”保证火箭队将把头号选秀权用于姚明后，CBA于选秀日当天早晨批准姚明到美国打球。当火箭队以第一顺位选中姚明后，他成为历史上第一个没有美国高校篮球经验，却当选状元秀的国际球员。
在2002年季後賽中，姚明随中國國家籃球隊參加了在美國印第安納波利斯舉行的世界籃球錦標賽，因而錯過火箭隊季前集訓。賽後，姚明與NBA球星馬努·吉諾比利、德克·諾維茨基及佩賈·斯托賈科維奇切磋了球技。

### 2002－03赛季
姚明没有参加火箭队的集训，而是代表中国参加2002年国际篮联（FIBA）举办的世界篮球锦标赛。赛季开始前，包括比尔·西蒙斯（Bill Simmons）和迪克·维塔勒（Dick Vitale）在内的数位篮球评论员预言姚明将败走NBA。评论员查尔斯·巴克利打赌说如果姚明在新秀赛季中单场得分超过19分，他就“亲吻肯尼·史密斯（Kenny Smith）的臀部”。姚明的第一场NBA比赛对阵的是印第安纳步行者队，取得两个篮板无得分，而后在与丹佛掘金的比赛中首开纪录。在他最初的七场比赛中，他平均上场仅14分钟，场均得4分。但是在11月17日对阵湖人的比赛中，姚明表现完美，9投9中加上罚球2投2中，共得到20分。巴克利遵照赌约亲吻了史密斯带来的驴的臀部（ass有臀部和驴两种意思）。
姚明与沙奎尔·奥尼尔（Shaquille O'Neal ）的第一次对话是在2003年1月17日，在此之前，奥尼尔曾在媒体前说“告诉姚明，Ching chong-yang-wah-ah-soh”，这句话立即引起亚裔美籍人士反感，认为有种族歧视之嫌。奥尼尔之后否认这一说法，并表示这不过是句玩笑话。姚明也表示相信奥尼尔当时是在开玩笑，但是媒体对二人言论的关注不断上升，进而增加了这场全国电视直播比赛的火药味。姚明在比赛一开场拿下6分并送奥尼尔两记盖帽，在加时赛最后10秒又大力扣篮，锁定胜局。姚明全场拿下10分10个篮板；奥尼尔则攻下31分13个篮板。
姚明以每场平均13.5的得分，8.2个篮板球的成绩结束了他的新人赛季，获得NBA年度新秀奖第二名（阿玛雷·斯塔德迈尔为当年最佳新秀），赢得一致推选进入NBA年度最佳新人阵容，当选美国《体育新闻》杂志年度最佳新人奖，并获得劳伦斯年度最佳新秀奖。 
2月，姚明被选为2003年NBA全明星赛西部联队首发中锋。尽管在短短的16分钟的出场时间里，他只得到了2分和2个篮板球，但他的当选证明他在球迷心目中的的受欢迎程度，他的选票数甚至比超级中锋奥尼尔的还要多。许多球迷对姚明的此次当选表示质疑，怀疑如果没有来自中国的数量庞大的球迷的投票，他不可能以一个新秀的身份当选全明星的首发中锋，因为NBA在2002-03赛季首次开通网上投票产生全明星球员。这些球迷批评说中国庞大的网友数量影响了投票的公平性。姚明在西部联队中锋位置的竞争对手沙奎尔·奥尼尔也指责说姚明之所以能当选主要是因为众多中国球迷的支持。虽然有很多质疑的声音，但是并没有证据证明姚明的此次当选中国球迷的投票是决定性因素（在2004年的全明星赛之前，他的网上得票数比他的竞争对手奥尼尔少了4,000票，在实物投票（纸票）中占尽优势。这些纸制选票在美国的NBA赛场和购物中心派发，中国本土球迷较难获得，实物投票的优势令姚明的总票数多出奥尼尔29,000票）。
在2003年全明星赛之后，姚明发挥稳定。整个赛季结束后，他的平均得分为13.5分，平均每场8.2个篮板球，新秀中排名第二；平均每场1.8次封盖，新秀中排名第一；新秀综合排名第二位，仅次于菲尼克斯太阳队的阿玛雷·斯塔德迈尔在2003年NBA的季后赛中，姚明竭尽全力筹集资金抵抗非典型性肺炎（SARS）。通过一部系列电视片，他筹得30万美元用以帮助抵抗疾病。

### 2003－04赛季
在姚明的二年级赛季开始前，火箭队主教练鲁迪·汤姆贾诺维奇因身体原因辞职，曾长期在纽约尼克斯队担任主教练的杰夫·范甘迪（Jeff Van Gundy）接班上任。范甘迪注重培养姚明的进攻能力，这使姚明在该赛季平均得分和篮板上均再创新高，2004年2月在击败亚特兰大老鹰队的三个加时战中砍下41分7个助攻，创职业生涯最高分纪录。在2004年的全明星赛中，姚明继2003年之后再次当选西部联队首发中锋，以平均每场17.5分，9.0个篮板球结束了他的第二个赛季，更是在自己的职业生涯当中，首次帮助火箭队在2003-04赛季以西部联盟第7名的成绩杀入季后赛。不过可惜的是在第一轮与湖人队进行5场比赛后就被淘汰了。姚明首次季后赛平均每场15分7.4个篮板。
在2004年的雅典奥运会的开幕式上，姚明高举中国国旗率代表队入场。随后他爆炸性地宣布：如果中国国家篮球队打不进四分之一决赛，他将半年不刮胡子。经过几场低迷比赛（中国队以58－83、57－82和52－89先后负于西班牙、阿根廷和意大利）后，中国队奇迹般地以67-66的微弱优势战胜了世界冠军强队——塞尔维亚和黑山队，姚明一人独得27分。由于他的出色表现：平均每场20.7分、9.3个篮板球和高达55.9%的投篮命中率，他入选了奥运会全明星阵容。

### 2004－05赛季
2004年夏天，在与奥兰多魔术队的一次七人大交易中，火箭队签入特雷西·麦克格雷迪，同时送出史蒂夫·弗朗西斯和卡蒂诺·莫布里。尽管姚明表示弗兰西斯和莫布里“在（他）前两个赛季对（他）帮助很大”，但他补充道，“我很兴奋能同特雷西·麦克格雷迪并肩作战。他能带来惊喜。”外界预测，这样的一支火箭队将成为夺标大热门。2005年，姚麦二人入选全明星赛首发阵容。姚明获得2,558,278张选票，打破了先前由迈克尔·乔丹保持的全明星最高得票数纪录，这是由于他的劲敌沙奎尔·奥尼尔在季中转到东部的迈阿密热火队中，但这同时也暗示着姚明已经步入NBA超级巨星的行列。。2005年3月11日，在与菲尼克斯太阳队的比赛中，姚明获得27分，抢下22个篮板球，并有5次封盖，拿到最高的“两双”战绩。在2005年NBA季后赛中，火箭队以51勝，西部排名第五，连续第二年冲进季后赛。季后赛遭遇达拉斯小牛队，火箭队客场先胜两场，姚明第二场14投13中，创下火箭队史上季后赛最高投篮命中率。然而接下来4场火箭队不敌小牛队，第七场更是落后40分，这是NBA历史上季后赛第七场的最大分差。，姚明平均每场得分21.4分、7.7个篮板球和2.71次封盖，并且有三场得分在30分以上。
2005年，《姚明年》发行，影片主要记录了他来美国第一年所发生的事。
姚明在他的前三个赛季里向观众充分证明了自己的能力。在他的前两个赛季中，他没有缺席任何一场比赛；在第三赛季仅缺席2场。但是在第四赛季中，姚明被列入伤病休息名单中，原因是他的左脚拇趾患严重的甲沟炎。这个病症自从在季前赛的一次比赛中，他的左脚拇趾趾甲脱落后就一直困扰着他，姚明抱怨说那是在客场与西雅图超音速队的比赛中，正是丹尼·福特森导致了他的脚伤。2005年12月18日，当队友们在洛杉矶与湖人队客场厮杀时，姚明返回休斯敦进行脚趾手术。随后他被列入休息名单中，估计6至8周不能比赛。在错过了21场比赛之后，姚明重新回到了赛场，并在与孟菲斯灰熊队的比赛中得15分。

### 2006－07赛季
这个赛季姚明场均得到25分、9.4个篮板和2个封盖，得分首次超过麦迪。但由于在与洛杉矶快船队的比赛中胫骨受伤，姚明这个赛季常规赛出场仅为48场。在季后赛中，他场均贡献25.1分、10.3篮板，不过火箭队还是以3比4不敌犹他爵士队止步季后赛第一轮。
姚明在2006年全明星赛以1,319,868票高居榜首，科比·布莱恩特以1,213,387票位居第二。

### 2007－08赛季
2008年2月26日，在率领休斯敦火箭队获得12连胜之后，被诊断舟骨裂缝，手术后需要休息4个月，07-08赛季剩余将无法出场，随后火箭队在麦迪带领下，继续赢下10连胜，创造NBA历史最长连胜纪录的第四位。。姚明在該球季出賽55場，平均取得22分，10個籃板及2個封盖。

### 2008－09赛季
这个赛季姚明场均贡献19.7分、9.9篮板和1.9封盖。另外，他的赛季总得分达到了职业生涯最高的1,514分。他顺利带领火箭进入季后赛，并首轮淘汰波特兰开拓者队，火箭队在时隔多年后再次进入季后赛第二轮。值得一提的是，姚明在首轮对阵开拓者队的第一场中，上半场24分钟内，9投9中得到24分和9个篮板。不过在第二轮对战洛杉矶湖人队的比赛中，姚明因脚伤导致休战，甚至影响了2009-10赛季。

### 2009－10赛季
由于受到上赛季的伤势影响而动手术，致使该季姚明没有任何一次出场，只能穿着西装观战。

### 2010－11赛季
2010年11月11日，伤愈复出不久的姚明在同奇才队的比赛中再度受伤，随后一直休战。12月18日，火箭官方宣布姚明左脚踝第三次應力性骨折，赛季报销。

### 退役
2011年7月20日，姚明在上海名为“明谢”的新闻发布会上宣布自己将正式退役。早在美国东部时间7月8日就有媒体曝出姚明将会退役的消息。直至7月20日，姚明在上海一家酒店新闻发布厅中做了简短的声明，宣布将结束自己的运动生涯。在声明中他提到了自己左脚的第三次应力性骨折，回忆了自己的篮球生涯并发表感谢，最后用英语特别向休斯顿火箭球迷等致谢。国家篮球协会总裁大卫·斯特恩发表声明回应称姚明“在赛场上的统帅力，谦逊的态度，对慈善事业的不懈努力以及他风趣幽默的个性，使他成为在全球范围内备受爱戴的球员。他为中美两国的球迷架起了一座非凡的桥梁。”

## 退役后
退役后的姚明依然活跃在公众视野内，作为上海大鲨鱼篮球俱乐部老板，以自己的影响力为中国篮球做出贡献。他先后当选上海公共外交协会副会长兼荣誉大使、上海市第十一届政协委员、上海市第十一届政协委员会常务委员，2013年当选为第十二届全国政协委员。
2016年2月，由18支中国男子篮球职业联赛参赛球队共同出资建立的“中职联篮球俱乐部（北京）股份有限公司”在北京成立。姚明担任公司董事长，并暂时兼任公司总经理。公司计划将深度参与CBA职业联赛的改革。但是4月时，姚明确认和中国篮协的第二次沟通协商结束，双方在赛事改革上没有达成任何共识。姚明退役后进入上海交通大学深造，就读经济学类本科专业。2018年7月9日，於上海交通大學畢業。
美國時間2017年2月3日，在休斯頓火箭主場對芝加哥公牛中場休息期間宣佈將其效力火箭的11號球衣高挂退役，成爲NBA首位球衣退役的中國球員。
2017年2月23日，在中国篮球协会第九届全国代表大会中，姚明当选主席。2024年10月辭任。

## 家庭
其妻葉莉，前中國女籃隊員，姚明17歲就與她相識。2007年8月3日，姚明和葉莉在上海徐匯區婚姻登記處正式領取結婚證書，2007年8月6日，兩人舉辦婚禮。
其女姚沁蕾（Amy），2010年5月22日在美國休斯敦出生，取名Amy，擁有美國國籍，在美國長大，為美國公民。姚明曾表示等他女兒成年，再自行決定是否要申請中華人民共和國國籍，放棄美國國籍。

## NBA生涯數據

### NBA常规賽數據統計
| 賽季    | 球隊       | 出賽 | 先發 | 平均上場時間(分鐘) | 投籃命中率(%) | 三分球命中率(%) | 罰球命中率(%) | 平均籃板 | 平均助攻 | 平均抄截 | 平均盖帽 | 平均得分 |
| ------- | ---------- | ---- | ---- | ------------------ | ------------- | --------------- | ------------- | -------- | -------- | -------- | -------- | -------- |
| 2002–03 | 休士顿火箭 | 82   | 72   | 29.0               | 49.8          | 50.0            | 81.1          | 8.2      | 1.7      | 0.4      | 1.8      | 13.5     |
| 2003–04 | 休士顿火箭 | 82   | 82   | 32.8               | 52.2          | 0.0             | 80.9          | 9.0      | 1.5      | 0.3      | 1.9      | 17.5     |
| 2004–05 | 休士顿火箭 | 80   | 80   | 30.6               | 55.2          | 0.0             | 78.3          | 8.4      | 0.8      | 0.4      | 2.0      | 18.3     |
| 2005–06 | 休士顿火箭 | 57   | 57   | 34.2               | 51.9          | 0.0             | 85.3          | 10.2     | 1.5      | 0.5      | 1.6      | 22.3     |
| 2006–07 | 休士顿火箭 | 48   | 48   | 33.8               | 51.6          | 0.0             | 86.2          | 9.4      | 2.0      | 0.3      | 2.0      | 25.0     |
| 2007–08 | 休士顿火箭 | 55   | 55   | 37.2               | 50.7          | 0.0             | 85.0          | 10.8     | 2.3      | 0.4      | 2.0      | 22.0     |
| 2008–09 | 休士顿火箭 | 77   | 77   | 33.6               | 54.8          | 100.0           | 86.6          | 9.9      | 1.8      | 0.4      | 2.0      | 19.7     |
| 2010–11 | 休士顿火箭 | 5    | 5    | 18.2               | 48.6          | 0.0             | 93.8          | 5.4      | 0.8      | 0.0      | 1.6      | 10.2     |
| 生涯    |            | 486  | 476  | 32.5               | 52.4          | 20.0            | 83.3          | 9.2      | 1.6      | 0.4      | 1.9      | 19.0     |
| 明星賽  |            | 6    | 6    | 17.1               | 50.0          | 0.0             | 66.7          | 4.0      | 1.3      | 0.2      | 0.3      | 7.0      |

### NBA季後賽數據統計
| 季後賽  | 球隊       | 出賽 | c  | 平均上場時間(分鐘) | 投籃命中率(%) | 三分球命中率(%) | 罰球命中率(%) | 平均籃板 | 平均助攻 | 平均抄截 | 平均盖帽 | 平均得分 |
| ------- | ---------- | ---- | -- | ------------------ | ------------- | --------------- | ------------- | -------- | -------- | -------- | -------- | -------- |
| 2003–04 | 休士顿火箭 | 5    | 5  | 37.0               | 45.6          | 0.0             | 76.5          | 7.4      | 1.8      | 0.4      | 1.4      | 15.0     |
| 2004–05 | 休士顿火箭 | 7    | 7  | 31.4               | 65.5          | 0.0             | 72.7          | 7.7      | 0.7      | 0.3      | 2.7      | 21.4     |
| 2006–07 | 休士顿火箭 | 7    | 7  | 37.1               | 44.0          | 0.0             | 88.0          | 10.3     | 0.9      | 0.1      | 0.7      | 25.1     |
| 2008–09 | 休士顿火箭 | 9    | 9  | 35.9               | 54.5          | 0.0             | 90.2          | 10.9     | 1.0      | 0.4      | 1.1      | 17.1     |
| 生涯    |            | 28   | 28 | 35.3               | 51.9          | 0.0             | 83.3          | 9.3      | 1.0      | 0.3      | 1.5      | 19.8     |

## 大事记
- 1997年，带领中国青年篮球队获亚洲青年男子篮球锦标赛冠军。
- 1998年，入选中国篮球明星队。
- 1999年，入选中国篮球南方明星队；获1998-99赛季中国男篮甲A联赛“最有进步球员奖”和亚洲篮球锦标赛冠军。
- 2000年，入选1999年亚洲全明星队、1999-2000赛季中国男篮甲A联赛全明星阵容；获“ESPN全球最有潜力运动员奖”、中国城市运动会男子篮球冠军、中国男篮甲Ａ联赛亚军和1999－2000赛季全国男篮甲A联赛篮板、扣篮、盖帽三个单项奖。
- 2001年，获全国男篮甲A联赛亚军、世界大学生运动会男子篮球亚军、全运会男子篮球亚军 。
- 2002年，入选世界男子篮球锦标赛最佳阵容；获中国男篮甲A联赛冠军、世界男子篮球锦标赛12名、亚运会男子篮球银牌。
- 2002年6月26日，成为第一位中国NBA状元秀。
- 2002年11月18日，对阵湖人队9投9中得到20分。
- 2002年11月10日-11月22日，连续六场比赛中35投31中，88.6%的命中率是NBA历史上的一项纪录(连续六场以上比赛的合计命中率)。
- 2002年12月，西部联盟最佳新秀。
- 2003年2月，西部联盟最佳新秀。
- 2003年，NBA全明星赛西部首发中锋，在所有全明星球员票选中以1,286,324票位居第四。
- 2002-03赛季，以平均每场13.5分、8.2次篮板和1.74次封盖的成绩入选当年的最佳新秀第一阵容。
- 2004年2月22日，在战胜老鹰队当中取得了职业生涯最高的41分和7次助攻。
- 2004年，连续第二次成为NBA全明星赛西部先发中锋。
- 2005年，被评为“全国劳动模范”。
- 2005年，连续第三次成为NBA全明星赛西部先发中锋，所获选票数创下NBA历史纪录。
- 2005年3月11日，对太阳队的比赛中，取得了职业生涯最高的22次篮板球（其中包括9个进攻篮板）。
- 2006年3月6日，拿下32分13个篮板，从而使技术统计在四年之内第一次达到平均20分10个篮板(20+10是衡量内线巨星的标准之一)的水平。
- 2006年11月14日，取得职业生涯最高的4次抢断。
- 2006年12月15日，取得职业生涯最高的8次盖帽。
- 2007年8月3日，姚明和叶莉在上海市徐汇区婚姻登记处登记结婚。
- 2007年8月6日，姚明和叶莉正式举行了婚礼。
- 2007年12月20日，取得了职业生涯最高的52分钟上场时间。
- 2008年，被香港大学授予名誉社会科学博士学位。[83]
- 2009年1月17日，在对迈阿密热火的比赛中，姚明12投全中，名列火箭队史单场投篮命中率第一。
- 2009年4月18日，在对波特兰开拓者的比赛中，姚明9投全中，名列火箭队史季后赛单场投篮命中率第一。
- 2009年，第一次进入NBA季后赛分区第二轮。
- 2009年，全资收购上海东方篮球俱乐部。
- 2010年5月21日，誕下女兒，正式成為父親[84]。
- 2010年12月，再次查出左脚脚踝骨裂，本赛季报销。
- 2011年7月20日14:00，姚明在上海举办“明谢”姚明新闻发布会，正式宣布退役。[7][8]退役后进入上海交通大学学习[85]。
- 2012年1月7日，姚明在“2012蓝天下的至爱”慈善晚会上被授予“上海慈善大使”的称号。[86]
- 2012年1月15日，姚明在上海市政协十一届五次会议上被增选为上海市政协常务委员。 [87]
- 2014年，国际奥委会宣布姚明成为最新一名南京青奥会大使。这位中国篮球界的传奇人物将会向新一代的青年运动员分享他有关国际比赛的建议和经验，同时激励全世界的年轻人积极践行和传承青奥精神。[88]
- 2016年4月4日，入選NBA籃球名人堂。
- 2016年11月22日，中篮联（北京）体育有限公司揭牌。姚明出任首届董事会副董事长。[89]
- 2017年2月4日，姚明的11號球衣，於火箭豐田中心退休
- 2017年2月23日，在中国篮球协会第九届全国代表大会上，姚明当选中國籃球協會主席。
- 2018年7月8日，姚明从上海交通大学毕业[90]。
- 2024年10月25日，姚明辭去中國籃球協會主席。[3]

## 花絮

### 身高争议
自从他进入NBA以来，身高问题就一直存在着争论。以前在中国CBA的秩序册上，姚明的官方身高是2米26（7英尺5英寸），而到了美国后，姚明的身高变成了2米29（7英尺6英寸），這是因為NBA球員普遍都是穿鞋量身高，姚明裸足身高為2米26（7英尺5英寸），穿鞋身高為2米29（7英尺6.25英寸），現在各种报道中普遍使用的是2米26和7英尺5英寸。

### 個人生活
- 2004年姚明和ESPN體育作家RIC BUCHER一起寫傳記：《兩個世界的生活》。同一年，他又主演了一部紀錄片《姚明年》，該片記錄了姚明在NBA新秀一年的成長經歷。擔任電影旁白的是翻譯科林·潘，他一共為姚明做了三年翻譯。2005年原新聞週刊作者Brook Larmer出版《姚明行動》，寫道姚明的父母很堅定的結合，終於養育一個超強的運動員，姚明童年時期受到特別的訓練，為他日後成為偉大的籃球運動員作好了鋪墊。2009年姚明為中國動畫片《馬蘭花》裡的一個人物擔當配音。

### 公众生活
- 姚明和刘翔一样，是中国家喻户晓的运动员之一。《福布斯中国名人榜》上他的收入和人气连续六年蝉联榜首，2008年姚明收入5100万美元（约合3亿5700万人民币）。他的收入大部分来自为名牌的代言——与一些大公司签下合同代言商品,例如，为了更好向外地宣传2008年夏季奥林匹克运动会的开幕式，特意向中国篮球协会以及CBA的赞助商中国人寿保险代言， 他与耐克的签约到新秀赛季结束，然后又投身锐步。姚明也曾与百事签约，并且在2003年起诉可口可乐在赞助国家队时盗用他的肖像权，获得胜诉。但后来2008奥运会时他又和可口可乐签约。
- 姚明参与了很多慈善活动，包括“NBA篮球无国界”活动。在2003年NBA季后赛，姚明主持了一出电视节目，募集了30万美元用于遏止非典的传播。2007年9月，他又主办了一场拍卖会，会上筹集到 96万5千美元；还打过一场慈善篮球赛，旨在为中国的贫困儿童捐款。他在NBA的同伴斯蒂夫·纳什、卡梅罗·安东尼，巴伦·戴维斯以及影星成龙都支持着他的善举。2008年汶川大地震后，姚明为灾区捐款200万美元，并且为了帮助重建在地震中毁坏的学校，而创建了基金会。

### 私人投資
- 2009年7月16日，姚明买下了他的老东家上海大鲨鱼队，收购前的上海队由于财政问题有可能无法参加下赛季的CBA联赛[92]。并且他又投資美國、北京和上海等地的豪宅、酒店及酒莊項目，資產估計高達30億元人民幣[93]。

### 表情包
姚明囧脸是非常流行的表情包之一，源自于2009年4月30日赛后新闻发布会，阿泰斯特和姚明现场发布会时采访影片中的截图。

### 克倫·潘
克倫·潘（英語：Colin Pine）是姚明的翻譯。他不但從事翻譯的工作，而且是姚明的好朋友，教了他怎麼開車，怎麼適應美國的社會。
他也演過電影《姚明年》（The Year of the Yao）。克倫·潘于詹姆士.麥迪遜大學（James Madison University）完成大学学业，并在國立臺灣大學國際華語研習所学习汉语。

## 外部連結
- 姚明在fiba.basketball（英语）
- 姚明在archive.fiba.com（存檔）（英语）
- 姚明在NBA官網（英语）
- 姚明在中国男子篮球职业联赛官網
- 姚明在Basketball-Reference.com（NBA）（英语）
- 姚明在Basketball-Reference.com（國際）（英语）
- 姚明在Eurobasket.com（球員）（英语）
- 姚明在Proballers（英语）
- 姚明在RealGM（球員）（英语）
- 姚明在FIBA名人堂（英语）
- 姚明在奈史密斯篮球名人纪念堂（英语）
- 姚明在Olympics.com（英语）
- 姚明在Olympedia（英语）
- 姚明在Chinese Olympic Committee (archived)（英语）
- .   [2006-02-17]. （原始内容存档于2006-02-13） （英语）.
- .   [2005-11-30]. （原始内容存档于2008-05-18） （英语）.
- 姚明的Facebook專頁
- 姚明的X（前Twitter）
- 姚明的Instagram帳戶
- 姚明个人官方博客-我的搜狐（页面存档备份，存于）

| 獎項             | 獎項             | 獎項                 |
| ---------------- | ---------------- | -------------------- |
| 前任： 夸米·布朗 | NBA选秀状元 2002 | 繼任： 雷霸龍·詹姆斯 |

| 體育角色       | 體育角色 | 體育角色      |
| -------------- | --- | ------------- |
| 前任： 于再清  | 中國籃球協會主席 2017年2月23日－2024年10月31日                                                                 | 繼任： 郭振明 |
| 奥林匹克运动会 | |               |
| 前任： 刘玉栋  | 中华人民共和国夏奥会代表团开幕式旗手 · 2004年夏季奥林匹克运动会· 希腊雅典 · 2008年夏季奥林匹克运动会· 中国北京 | 繼任： 易建联 |